# Best of Kansas Live
Best of Kansas Live es un concierto en directo de la banda estadounidense de rock progresivo Kansas y fue publicado en formato de VHS por CBS Records en 1982.
Esta producción musical fue grabada en 1982 en la ciudad de Omaha, Nebraska, Estados Unidos, durante la gira del álbum Vinyl Confessions realizada en el mismo país, con motivo del décimo aniversario de la agrupación.
En el 2009, la compañía Showtime Movies and Music Ltd. lanzó una versión remasterizada de esta presentación en formato de DVD bajo el nombre de Live Confessions.  A diferencia de la versión original, en esta reedición no se acreditaron los solos de armónica y batería y se eliminó este último.

## Lista de canciones

### Versión original de 1982
| Side one |                                              |                                                                   |          |  |
| N.º      | Título                                       | Escritor(es)                                                      | Duración |  |
| 1.       | «Paradox»                                    | Steve Walsh / Kerry Livgren                                       | 6:08     |  |
| 2.       | «Windows»                                    | Kerry Livgren                                                     | 3:40     |  |
| 3.       | «Right Away»                                 | John Elefante / Dino Elefante                                     | 4:01     |  |
| 4.       | «Sparks of the Tempest»                      | Walsh / Livgren                                                   | 4:27     |  |
| 5.       | «Diamonds and Pearls»                        | Kerry Livgren                                                     | 5:43     |  |
| 6.       | «Mysteries and Mayhem»                       | Walsh / Livgren                                                   | 4:09     |  |
| 7.       | «No One Together»                            | Kerry Livgren                                                     | 7:15     |  |
| 8.       | «Hold On»                                    | Kerry Livgren                                                     | 4:04     |  |
| 9.       | «Dust in the Wind»                           | Kerry Livgren                                                     | 5:12     |  |
| 10.      | «Chasing Chadows»                            | J. Elefante / D. Elefante                                         | 3:20     |  |
| 11.      | «Crossfire»                                  | Kerry Livgren                                                     | 6:28     |  |
| 12.      | «Face It»                                    | J. Elefante / D. Elefante                                         | 4:14     |  |
| 13.      | «Play the Game Tonight»                      | Livgren / Rich Williams / Phil Ehart / Danny Flower / Rob Frazier | 3:43     |  |
| 14.      | «Carry On Wayward Son»                       | Kerry Livgren                                                     | 6:18     |  |
| 15.      | «Drum Solo» (realizado por Phil Ehart)       |                                                                   | 1:16     |  |
| 16.      | «Portrait (He Knew)»                         | Walsh / Livgren                                                   | 4:28     |  |
| 17.      | «Harmonica Solo » (ejecutado por Warren Ham) |                                                                   | 1:01     |  |
| 18.      | «Down the Road»                              | Walsh / Livgren                                                   | 5:19     |  |

### Reedición de 2009
| Side one |                         |                                               |          |  |
| N.º      | Título                  | Escritor(es)                                  | Duración |  |
| 1.       | «Paradox»               | Walsh / Livgren                               | 6:08     |  |
| 2.       | «Windows»               | Kerry Livgren                                 | 3:40     |  |
| 3.       | «Right Away»            | J. Elefante / D. Elefante                     | 4:01     |  |
| 4.       | «Sparks of the Tempest» | Walsh / Livgren                               | 4:27     |  |
| 5.       | «Diamonds and Pearls»   | Kerry Livgren                                 | 5:43     |  |
| 6.       | «Mysteries and Mayhem»  | Walsh / Livgren                               | 4:09     |  |
| 7.       | «No One Together»       | Kerry Livgren                                 | 7:15     |  |
| 8.       | «Hold On»               | Kerry Livgren                                 | 4:04     |  |
| 9.       | «Dust in the Wind»      | Kerry Livgren                                 | 5:12     |  |
| 10.      | «Chasing Chadows»       | J. Elefante / D. Elefante                     | 3:20     |  |
| 11.      | «Crossfire»             | Kerry Livgren                                 | 6:28     |  |
| 12.      | «Face It»               | J. Elefante / D. Elefante                     | 4:14     |  |
| 13.      | «Play the Game Tonight» | Livgren / Williams / Ehart / Flower / Frazier | 3:43     |  |
| 14.      | «Carry On Wayward Son»  | Kerry Livgren                                 | 6:18     |  |
| 15.      | «Portrait (He Knew)»    | Walsh / Livgren                               | 4:28     |  |
| 16.      | «Down the Road»         | Walsh / Livgren                               | 5:19     |  |

## Créditos

### Kansas
- John Elefante — voz principal, guitarra, teclados y coros
- Kerry Livgren — guitarra y teclados
- Robby Steinhardt — voz principal, violín y coros
- Rich Williams — guitarra
- Dave Hope — bajo
- Phil Ehart — batería

### Músico invitado
- Warren Ham — armónica, flauta, saxofón, teclados y coros